# Palazzo Guevara di Bovino
Le palazzo Guevara di Bovino est un palais de Naples donnant sur la Riviera di Chiaia et la place de la République (piazza della Repubblica).

## Histoire
Le palais est construit au XIXe siècle par l'architecte Moscarella dans le style de la Renaissance florentine, notamment celui du palais Pitti.
Le palais appartient d'abord au prince de Candriano et jusqu'au début du XXe siècle à la famille du prince Camillo Caracciolo di Bella. Il passe ensuite à la famille di Marzio et aux  Pignatelli avant d'être cédé au consulat français.

## Description
Le palais à trois niveaux est construit en pierres de bossage avec deux balcons parcourant toute la façade. Le grand salon de réception possède des fresques de Perricci.

## Source de la traduction
- (it) Cet article est partiellement ou en totalité issu de l’article de Wikipédia en italien intitulé « Palazzo Guevara di Bovino » (voir la liste des auteurs).